# Куй (язык)
Куй — язык народа суай, один из мон-кхмерских языков. Относится к западной подгруппе катуической группы. Распространён в Таиланде, Лаосе и Камбодже. Общее число носителей — 456 тыс. чел.

## Социолингвистические сведения
Большинство носителей языка куй проживает в Таиланде (400 тысяч по оценке 2006 года), в провинциях Бурирам, Сисакет, Сурин и Убонратчатхани. Монолингвов мало, большинство носителей куй также владеют тайским или лаосским языками. Молодёжь не всегда владеет языком родителей, но отношение к титульному языку у суай позитивное.
В Лаосе проживает 46,6 тыс. носителей языка куй (перепись, 2015), в основном в провинциях Саваннакхет, Сараван и Тямпасак. По данным 2005 года 32,2 тыс. носителей куй были монолингвами, остальные владеют также преимущественно лаосским языком. Среди младших возрастов суай доля владеющих титульным языком ниже, чем среди старших.
В Камбодже по данным 2007 года проживает 10 тыс. носителей куй, в основном в провинциях Кампонгтхом, Кратьэх, Прэахвихеа и Стынгтраенг. Три четверти этническх суай Камбоджи не говорят на своём титульном языке, большинство перешло на кхмерский язык.
Используется письменность на основе кхмерского (в Камбодже), Лаосского (в Лаосе) и тайского (в Таиланде) письма.